# Andrea Matarazzo (1865-1953)
Angelo Andrea Matarazzo (Castellabate, 1 de janeiro de 1865 — Turim, 13 de setembro de 1953) foi um industrial e político ítalo-brasileiro. Sua grandiosidade para o cenário econômico ítalo-brasileiro é comparável, apenas, à de dois outros homens: o conde Matarazzo, seu irmão, e o conde Siciliano, seu cunhado. Foi senador do Reino da Itália

## Biografia
Angelo Andrea Matarazzo nasceu em Castellabate, na província de Salerno, sul da Itália. Era o quinto filho de Costabile Matarazzo (1830-1873), advogado e proprietário rural de prestígio local, e Mariangela Jovane (1835-?), filha de uma família aristocrática de Cava de' Tirreni. Mesmo sendo descendente de nobres, Francesco não pertencia à aristocracia italiana tradicional, e, a conseguinte, não possuía avultada fortuna em seu país de origem.
De acordo com registros, os Matarazzo eram nobres, na cidade de Perúgia, em meados do século XII. Tomasso da' Matarazzo acompanha o imperador Frederico, o Barba Ruiva, nas campanhas pela Itália. Este teve dois filhos: Um transferiu-se para Velletri, e, o outro, para Nápoles e, em seguida, para Castellabate. Em Castellabate, a família adquiriu pequenos feudos, e o direito de possuírem vassalos, nas imediações de Cilento. Entretanto, durante a crise econômica, as propriedades dos Matarazzo decaíram muito, e restaram apenas algumas casas e alguns aluguéis à Costabile e Mariangela, os pais do senador.
Fez o curso básico em Castellabate, tendo, posteriormente, estudado em Academia Militar, no Vêneto. Em 1881, seu irmão, Francesco, imigrou para o Império do Brasil. Diferentemente de seu irmão, não precisou se esforçar para obter uma fortuna: Obteve-a por casamento. No mesmo ano de sua chegada aos trópicos, ele contraiu matrimônio com Maria Virginia Geraldi, natural de Verona, pertencente, por via materna, a uma tradicional família do italiana: Os Albani.[carece de fontes?]

A mãe de Maria Virginia, Maria Raffaela Albani (na forma vêneta, Albano), era natural de Roma, capital dos Estados Pontifícios. Ela era a filha ilegítima do cardeal Giuseppe Andrea Albani, da família principesca de Soriano nel Cimino. Maria Raffaela nascera na Villa Albani, propriedade de sua família, descendendo, por via de seu pai, do papa Clemente XI.[carece de fontes?]

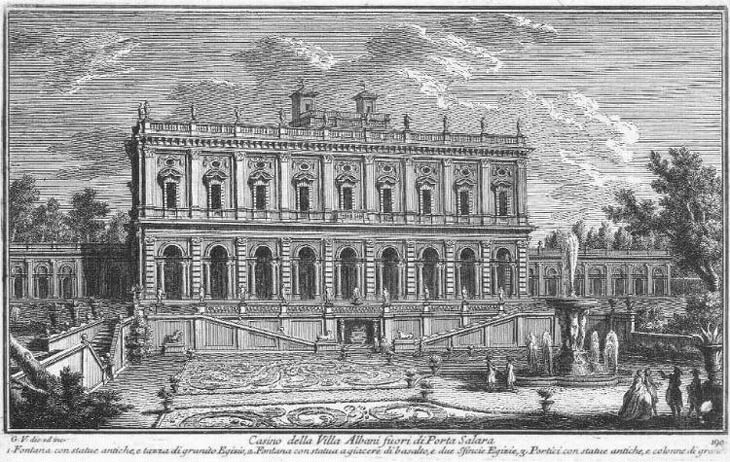
Villa Albani, na cidade de Roma

Maria Virginia Geraldi era irmã do cafeicultor e empresário Orazio Geraldi (1858 - ?), proprietário de diversas fazendas de café na região de Campinas, em São Paulo. Em 1904, quando este faliu, foi Angelo Andrea Matarazzo quem comprou as posses do cunhado, tornando-se, assim, o 5º maior produtor de café do Estado de São Paulo, sendo o 9º maior produtor de café do Brasil e o 15º maior do mundo.
A partir de 1898, foi o principal sócio e conselheiro do irmão Francesco, sendo o vice-presidente e diretor de finanças das empresas do clã ítalo-brasileiro, as IRFM (Índustrias Reunidas Fábricas Matarazzo). Comprou, de um napolitano de nome desconhecido, dezenas de terrenos na Rua João Teodoro, no bairro do Brás, onde, futuramente, se instalaria a fábrica de armas dos seus filhos Costabile e Giannicola.
E, 1901, tornou-se senador do Reino da Itália, tendo residido na Itália por muitos anos. No seu período de vivência naquele país, construiu uma célebre residência, em estilo renascentista: O Palazzo Matarazzo, numa área de 15 mil metros quadrados, que está de pé até hoje, no bairro que recebe o nome do senador: Borgo Angelo Matarazzo, habitado por membros da mais tradicional aristcoracia do Lácio.
Ao chegar ao Brasil, foi nomeado pelo irmão vice-presidente da Compannhia Matarazzo S.A., e diretor-chefe da METALMA, ou seja, a Metalúrgica Matarazzo S.A. Durante este período, foi conselheiro de finanças do governo brasileiro, tendo recebido o título de comendador da Ordem do Cruzeiro do Sul.
Assim como seu irmão Francesco, teve uma importância muito grande para o cenário econômico brasileiro, sendo um píncaro da modernização do país. Em 1928, participa da fundação do Centro das Indústrias do Estado de São Paulo (CIESP). Em 1929, seu irmão Nicola Matarazzo recebe o título de conde Matarazzo, sendo que, em 1930, o título torna-se extensivo ao senador Andrea, pelos excelentes serviços prestados à política real italiana, na década de 1900/1910.
Em 1932, compra do empresário Vittorio da Polcenigo o Bancco Polcenigo, o segundo maior da Itália, afiliado ao London and Brazilian Bank, que concedera crédito ao seu irmão anos antes. Com a amizade entre seu irmão e o presidente do banco, Angelo Andrea torna-se sócio minoritário do referido banco inglês, sendo o terceiro sócio e vice-presidente do banco por um certo período.

Na Itália, no fim de seus ans, foi considerado um ás da política, cujas atuações foram comparadas apenas às de Federico Luigi, o conde de Menbrea e primeiro-ministro do Reino da Itália, sendo que Federico foi padrinho político de Angelo Andrea. Nos anos 1942/1943, manteve um provável tórrido caso de amor, em São Paulo, com a pianista Guiomar Novaes, de quem ele foi mecenas. Vale lembrar que Octávio Pinto, marido de Guiomar, era amigo do senador. 

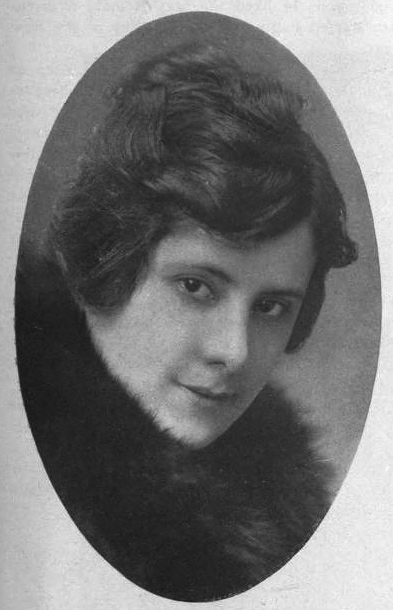
A pianista Guiomar Novaes

Em 1944, Angelo Andrea foi nomeado Presidente de Honra da Sociedade Desportiva Palestra Itália, cargo outrora ocupado por seu falecido irmão, o conde Francesco. Em agosto de 1945, findada a guerra, estando o senador gravemente doente, este partiu rumo a França, buscando viver seus últimos dias como o que era, no interior: um bon-vivant, de posses.

## Descendência
De seu casamento com Maria Virginia Geraldi (Verona, 1870 - São Paulo, 1941), filha de Pietro Paolo Geraldi e Maria Raffaela Albani, nasceram os filhos:
- Virginia Matarazzo (nascida em Nápoles, na lua-de-mel do casal), casada com Andrea Ippolito, sem geração.
- Maria Raffaela Matarazzo (nascida em São Paulo), casada com Luís Pappone e com Francisco Caramiello, com geração dos dois casamentos.
- Giannicola Matarazzo, conde Matarazzo (nascido em São Paulo), casado com Camilla Cazzola, com geração; É pai de Giannandrea Carmine Matarazzo (1903-2011), e avô de Andrea Matarazzo.
- Costabile Matarazzo (nascido em São Paulo), casado com Maria Angela Matarazzo, sem geração.
- Ciccilo Matarazzo (nascido em São Paulo), casado no México com Yolanda Penteado.
- Mariangela Matarazzo, condessa Matarazzo (nascida em Roma), casada com seu primo, Francisco Matarazzo Júnior, o conde Chiquinho, com geração; É mãe de Maria Pia Matarazzo.
- Pedro Paulo Matarazzo (nascido em São Paulo, casado com Maria Angela Matarazzo, a viúva de seu irmão, sem geração.